# Konjščina
Konjščina je općina u Hrvatskoj u sastavu Krapinsko-zagorske županije. Prema popisu stanovništva iz 2011.godine, općina ima 3790 stanovnika. Površina općine jest 45 km2.    

## Zemljopis
Konjščina je mjesto na jednom od mnogih brežuljaka u Zagorju. Kroz Konjščinu teče rijeka Krapina i potok Selnica. Na ravnici ispod Konjščine nalazi se Konjščanski Stari grad.
Općina Konjščina nalazi se u središnjem dijelu Hrvatskog zagorja. Zemljopisno je smještena s obje strane rijeke Krapine. Ne spada strogo u sklop same Ivanščice, već u njene rubne dijelove. Područje općine pretežno je ravničarsko, izuzev brežuljaka na području Gornje Konjščine, Jertovca i Sušobrega. Samo općinsko središte nalazi se uz državnu cestu D-24, odnosno uz raskrižje cestovnih pravaca Novi Marof – Zabok sa županijskom cestom prema Sv. Ivanu Zelini te uz željezničku prugu Zagreb – Varaždin. Na taj način općina je cestovnim i željezničkim prometnicama veoma dobro povezana s ostalim jedinicama lokalne samouprave.
Susjedne općine su Zlatar Bistrica, Marija Bistrica, Bedenica, Hraščina Trgovišče, Budinščina te gradovi Zlatar i Sveti Ivan Zelina. 
Konjščinom prolazi željeznička pruga Zagreb-Varaždin. U Konjščini se nalazi i željeznički kolodvor.
Konjščinom prolazi državna cesta, D24.

## Stanovništvo
Po popisu stanovništva iz 2011. godine, općina Konjščina imala je 3790 stanovnika, raspoređenih u 16 naselja, a u samoj Konjščini bilo je 1019 stanovnika.
| R.Br. | Naselje          | Stanovništvo (2001.) | Stanovništvo (2011.) |
| ----- | ---------------- | -------------------- | -------------------- |
| 1.    | Bočadir          | 156                  | 159                  |
| 2.    | Bočaki           | 204                  | 198                  |
| 3.    | Brlekovo         | 58                   | 56                   |
| 4.    | Donja Batina     | 107                  | 89                   |
| 5.    | Donja Konjščina  | 131                  | 139                  |
| 6.    | Galovec          | 122                  | 127                  |
| 7.    | Gornja Konjščina | 149                  | 117                  |
| 8.    | Jelovec          | 174                  | 158                  |
| 9.    | Jertovec         | 791                  | 730                  |
| 10.   | Klimen           | 179                  | 139                  |
| 11.   | Konjščina        | 987                  | 1019                 |
| 12.   | Kosovečko        | 103                  | 101                  |
| 13.   | Krapina Selo     | 185                  | 147                  |
| 14.   | Pešćeno          | 177                  | 150                  |
| 15.   | Sušobreg         | 256                  | 222                  |
| 16.   | Turnišće         | 295                  | 239                  |
|       | UKUPNO           | 4074                 | 3790                 |

| broj stanovnika | 2988  | 3522  | 3974  | 4748  | 5492  | 6259  | 6735  | 7097  | 6982  | 7024  | 6823  | 5867  | 5418  | 5040  | 4074  | 3790  | 3308  |
|                 | 1857. | 1869. | 1880. | 1890. | 1900. | 1910. | 1921. | 1931. | 1948. | 1953. | 1961. | 1971. | 1981. | 1991. | 2001. | 2011. | 2021. |

| broj stanovnika |       |       |       |       |       |       |       |       |       |       |       |       |       | 1010  | 987   | 1019  | 910   |
|                 | 1857. | 1869. | 1880. | 1890. | 1900. | 1910. | 1921. | 1931. | 1948. | 1953. | 1961. | 1971. | 1981. | 1991. | 2001. | 2011. | 2021. |

## Uprava
- Načelnik: Anita Krok (SDP)
- Predsjednik Općinskog Vijeća: Ines Frčko Debelić

## Povijest
Naselje Konjščina prvi put se spominje 1334. godine i to kao župa. Ime je dobila po dvorcu plemićke obitelji Konjski. Kaštel Selnica (stariji naziv za Konjščinu) prvi se put spominje svojim «krsnim listom» u ispravi kojom kralj Matija Korvin 1477. godine dopušta Kristoforu i Ivanu Konjskom da podignu utvrdu u Selnici, današnjoj Konjščini. 
Budući da je kaštel smješten u ravnici, trebao se braniti na sve četiri strane. Građen je kao četverokut koji na tri strane ima polukružne obrambene kule, dok se na četvrtoj,koja je četvrtastog oblika,nalazi ulaz i to s prvog kata,do kojeg je vodio drveni most,s pokretnim dijelom.U polukružnim kulama bile su smještene streljačnice. A zanimljivo je da se u unutrašnjosti polukružne kule, koja je nasuprot ulazu, nalazio i mali bunar. Utvrda je bila opasana kanalom i opkopana. Grad je nastao na izmaku srednjeg vijeka, pa je po tome srodan tvrđavama poput Siska i Nehaja. Kod Konjščine je bila bitka s Turcima 1545. gdje se Ulam paša sukobio s Zrinskim i Wildensteinom. Nad premoćnom turskom vojskom Zrinski i Wildenstein morali su se skloniti u utvrdu Konjskih.  
Općina Konjščina kao jedinica lokalne samouprave nastala je 1993. godine.

## Gospodarstvo
U Konjščini se nalaze 4 gospodarske zone:
1. Zona malog gospodarstva Konjščina 1 

2. Poduzetnička zona Mala Lasača

3. Poduzetnička zona Pešćeno

4. Poduzetnička zona Jertovec
Konjščina je sjedište tvrtke "ZMH Horvat", jedne od vodećih tvrtki za distribuciju smrznute hrane u Republici Hrvatskoj.
1961. godine osnovana je ljevaonica i tvornica kotlovske opreme Metalac, koja je 1962. ušla u sastav Tvornice parnih kotlova.

## Poznate osobe
- Ivica Gluhak, narodni heroj
- Franjo Pasarić, narodni heroj
- Zvonimir Galovac, kondicijski trener kadetskih košarkaša koji su 2018. osvojili zlatnu medalju na europskom prvenstvu
- Darko Rundek, hrvatski glazbenik

## Spomenici i znamenitosti
Od najznačajnijih povijesnih znamenitosti ističe se figuralno bogato ukrašena župna crkva sv. Dominika iz 1734. godine te srednjovjekovna utvrda grofova Konjskih, tzv. Stari grad.
-  župna crkva koja pripada baroknom razdoblju,; građena je od 1729. – 1732. godine. Graditelj crkve bio je Ivan Baisz iz Maribora. Crkva je građena kao jednobrodna građevina s četvorinastim svetištem koje završava ravnim zidom. S vanjske strane svetišta jedini ukrasi su dvije gotičke glave (možda ostaci starije građevine). Uz pročelje se priljubio zvonik s baroknom kapom, a uz svetište se nalazi sakristija. Relativno skromna po dimenzijama, crkva nema bočnih kašpela. Unutrašnjost lađe nastavlja se užim svetištem na čijem su prijelazu smješteni bočni oltari. Nasuprot svetišta nalazi se pjevalište. Glavni oltar sv. Dominika te bočni oltari- s desne strane oltar sv. Valentina te s lijeve strane oltar posvećen Anđelu Čuvaru- inventar je koji je nastao u 19. stoljeću u duhu klasicizma. Od baroknog inventara sačuvana je bogato ukrašena propovjedaonica iz 1758. godine. Kod stuba je anđeo trubač, a središnja scena s motivom dvanaestogodišnjeg Krista u hramu okružena ja anđelima i evanđelistima. Cijela kompozicija bogato je ornamentalno i figuralno izvedena u duhu rokokoa, a rad je domaće radionice. U crkvi su nadgrobne ploče Otilije Horvath iz 1851. godine i Ivana N. Šandora Gjalskog iz 1856. godine. Nedaleko crkve smještena je župna kurija. Skladna jednokratna građevina četvrtastog tlocrta s krovom na četiri vode sagrađena u drugoj polovici 18. st. Na župnom su dvoru sačuvana dva portreta: J. Galjufa i J. Haulika od Michaela Schlechte iz 1830. godine. Župa je u početku imala ova sela: Cirkveno Selo (Donja Konjščina), Gorenci (Gornja Konjščina), Krapina Selo, Galovec, Jelovec, Bočaki, Bočadir i Kosovečko. Dokumentom datiranim 04. listopada 1789. g. iz zlatarske župe uzeta su sela: Lipovec, Turnišće, Brlekovo, a od belečke župe Klimen i Donja Batina i uvršteni u župu Konjščina.
Udaljena od centra Konjščine, uz državnu cestu D24 smjestila se i rodna kuća narodnog heroja – Ivice Gluhaka.

## Kultura
U Konjščini se od 2007.g održava srednjovjekovni sajam kod konjščanskog Starog grada. Na tom sajmu mogu se vidjeti mnogi stari zanati te prikaz bitke koja se zbila 4. svibnja 1545. Sajam svake godine organizira udruga Grofovija Konjskih. Sajam se održava 3. svibnja svake godine. 
U Konjščini se također slavi i blagdan sv. Dominika 8.kolovoza. Tada se zbivaju razna kulturna, glazbena i društvena događanja.
Svake godine zadnji vikend prije Božića organizira se "Božićni sajam u Konjščini."

## Šport
- Karate klub "Konjščina"
- Nogometni klub "Sloga" – (2. ŽNL Krapinsko-zagorska)
- Streličarski klub "Grofovi konjski"

## Vanjske poveznice
- Općina Konjšćina – službene mrežne stranice
- Rudolf Horvat o bitci kod Konjšćine  Arhivirana inačica izvorne stranice od 20. veljače 2021. (Wayback Machine)
- Naselje Konjšćina on Wikimapia